# Fantastic Four (игра, 1997)
Fantastic Four, также известна как Fantastic 4 — видеоигра для PlayStation, разработанная Probe Entertainment и изданная Acclaim Entertainment. Выход игра состоялся в 1997 году, а её главными героями выступили одноимённые персонажи Marvel Comics. Созданная в жанре beat ’em up Fantastic Four получила негативные отзывы, будучи раскритикованной за однообразие геймплея.

## Сюжет
Доктор Дум разработал устройство, которое переносит Фантастическую четвёрку в разные места для сражений со множеством монстров и суперзлодеев. По мере развития сюжета, Мистер Фантастик собирает машину времени, которая позволяет ему переместить команду в королевство Дума для финальной битвы. Несмотря на отсутствие Галактуса в игре, подразумевается, что на нём лежит ответственность за уничтожение родного мира Скруллов.

## Геймплей
Fantastic Four напоминает такие аркадные игры, как Final Fight и Batman Forever: The Arcade Game от той же Acclaim Entertainment. Четверо игроков (с помощью PlayStation Multitap) могут управлять Мистером Фантастиком, Женщиной-невидимкой, Существом, Человеком-факелом или Женщиной-Халком, наблюдая за персонажами сбоку. На каждом этапе присутствует множество преступников, роботов и мутантов, которых необходимо уничтожить, чтобы продвинуться дальше. Персонажи обладают различными приёмами ближнего боя: ударами руками, ногами, прыжками и подбрасываниеи врагов или предметов. Кроме того, протагонисты обладают как минимум четырьмя специальными приёмами. Использование блоков или определённых специальных приёмов истощает «шкалу силы» персонажа. Игрок в состоянии в любой момент переключаться между героями. Если игрок использует одну и ту же комбинацию, появляется «дурацкий» значок, а при прохождении уровня с разнообразием появляется значок с большим пальцем вверх. Ни один из значков не влияет на счёт игрока.

## Разработка
Первоначально разрабатывалась версия для Sega Saturn, однако Acclaim Entertainment отметила производство в 1997 году.

## Критика
| Сводный рейтинг    | Сводный рейтинг |
| Агрегатор          | Оценка          |
| ------------------ | --------------- |
| GameRankings       | 37 %            |
| Иноязычные издания |                 |
| Издание            | Оценка          |
| CVG                | [ 6 ]           |
| Famitsu            | 16/40           |
| GameSpot           | 4,3/10          |
| IGN                | 1/10            |
| Jeuxvideo.com      | 16/20           |
| Next Generation    | [ 1 ]           |
| OPM                | [ 11 ]          |
| Joypad             | 67 %            |
| Consoles +         | 85 %            |

Fantastic Four была удостоена крайне негативных отзывов. IGN и Next Generation критиковали плохое управление и низкокачественные спрайты, а GameSpot отрицательно отозвался о несовместимости музыки и геймплея. В своём ревью Next Generation отметила: «Подобно другим ужасным играм по лицензиям от Acclaim за последние восемь лет, эта в значительной степени опирается на образчик из поп-культуры, в данном случае Фантастическую четвёрку Стэна Ли и превращает его в унылый сайд-скроллинг, используя «экшн» в самом широком смысле этого слова». В Японии, где игра была портирована и издана компанией Acclaim Japan 19 февраля 1998 года, Famitsu поставила ей 16 баллов из 40.
В своём обзоре GamePro отметили «грубость анимации персонажей, вульгарные звуковые эффекты и однообразный геймплей, при котором волны врагов атакуют по предсказуемой схеме». В раннем ревью IGN предположил, что Fantastic Four «вполне может стать худшей из когда-либо созданных игр». Отзыв GameSpot был более неоднозначным: «у Fantastic Four есть несколько интересных особенностей, такие как наличие многопользовательского режима, поэтому, если бы игру доработали, сделав её не такой скучной, она стала бы гораздо лучше».
Electronic Gaming Monthly, который не писал рецензию на игру, назвал Fantastic Four «худшим проектом по хорошей лицензии» в своём Руководстве для покупателей видеоигр 1998 года, отметив: «Несмотря на довольно приличную полигональную графику, Fantastic Four представляет собой не что иное, как скучный, однообразный клон Final Fight».
Персонал CBR поместил Madness in Murderworld на 9-е место среди «15 худших игр Marvel»